# Michael Barrowman
Michael Ray Barrowman; znany jako Mike Barrowman (ur. 4 grudnia 1968 w Asunción w Paragwaju) – były amerykański pływak specjalizujący się w stylu klasycznym, mistrz olimpijski i świata, były rekordzista świata.
Jego największym sukcesem jest mistrzostwo olimpijskie na 200 m stylem klasycznym na igrzyskach olimpijskich w Barcelonie w 1992 r.
Dwukrotnie wybrany najlepszym pływakiem świata w 1989 i 1990 r.
Czterokrotnie wybrany najlepszym pływakiem w USA w 1989, 1990, 1991 i 1992 r.
W 1997 r. został uhonorowany członkostwem w International Swimming Hall of Fame.

## Rekordy świata
| Data             | Miejsce         | Konkurencja             | Rezultat    | Status                                 |
| ---------------- | --------------- | ----------------------- | ----------- | -------------------------------------- |
| 4 sierpnia 1989  | Los Angeles     | 200 m stylem klasycznym | 2:12,90 min | do 20 sierpnia 1989                    |
| 20 sierpnia 1989 | Tokio           | 200 m stylem klasycznym | 2:12,89 min | do 20 lipca 1990                       |
| 20 lipca 1990    | Seattle         | 200 m stylem klasycznym | 2:11,53 min | do 11 stycznia 1991                    |
| 11 stycznia 1991 | Perth           | 200 m stylem klasycznym | 2:11,23 min | do 13 sierpnia 1991                    |
| 13 sierpnia 1991 | Fort Lauderdale | 200 m stylem klasycznym | 2:10,60 min | do 29 lipca 1992                       |
| 29 lipca 1992    | Barcelona       | 200 m stylem klasycznym | 2:10,16 min | do 2 października 2002 Kosuke Kitajima |

## Wyróżnienia
- Najlepszy pływak w USA (1989, 1990, 1991, 1992)
- Najlepszy pływak na Świecie (1989, 1990)
- International Swimming Hall of Fame (1997)[2]